# Cementerio Nacional de la Ciudad de México

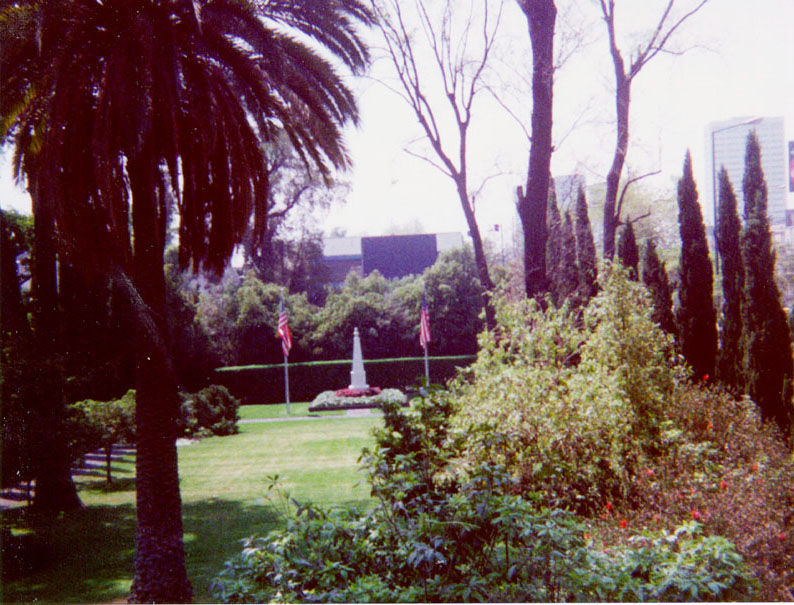
Cementerio Nacional de la Ciudad de México

El Cementerio nacional de la Ciudad de México (Mexico City National Cemetery) es un cementerio en la Ciudad de México. Fue establecido en 1851 por el Congreso de los Estados Unidos para reunir en su interior los restos de los soldados estadounidenses caídos en la Intervención estadounidense en México de 1847, así como para proveer un espacio de entierro para los estadounidenses muertos en las cercanías. Un monumento marca la fosa común de 750 soldados no identificados en la guerra. En el monumento están inscritas las palabras:
| « | TO THE HONORED MEMORY    | « | A LA HONRADA MEMORIA            |
|   | OF 750 AMERICANS         |   | DE 750 ESTADOUNIDENSES          |
|   | KNOWN BUT TO GOD         |   | CONOCIDOS SÓLO POR DIOS         |
|   | WHOSE BONES COLLECTED    |   | CUYOS HUESOS RECOLECTADOS       |
|   | BY THEIR COUNTRY'S ORDER |   | POR ORDEN DE SU PAÍS            |
|   | ARE HERE BURIED »        |   | SE ENCUENTRAN AQUÍ ENTERRADOS » |

En el área de 4000 metros cuadrados (1 acre) también se encuentran los restos de 813 estadounidenses, dentro de criptas en los costados del cementerio. El mismo dejó de permitir entierros en 1923.
El cementerio, que es administrado por la American Battle Monuments Comission, se encuentra abierto al público en un horario de 9 a. m. a 5 p. m., excepto el día 25 de diciembre y 1 de enero. Se encuentra abierto durante los días feriados de México, y siempre que está abierto al público hay un empleado en el Centro de Visitantes, el cual puede resolver dudas y guiar a los familiares a las tumbas y monumentos.

## Ubicación
El cementerio se encuentra en la calle de Virginia Fábregas, número 31, en la Colonia San Rafael. La estación de Metro más cercana es Normal. Se encuentra a 3,2 kilómetros (2 mi) de la Catedral y a 1,6 kilómetros (1 mi) de la embajada de Estados Unidos.

## Entierros notables
- Henry Watkins Allen (1820–1866), Brigadier General de los Estados Confederados y Gobernador de Luisiana (posteriormente reenterrado en Luisiana).[1]
- James E. Slaughter (1827–1901), Brigadier General de los Estados Confederados.[2]